# 67e régiment d'infanterie (4e régiment d'infanterie magdebourgeois)
Pour les articles homonymes, voir 67e régiment.
Le 67e régiment d'infanterie (4e régiment d'infanterie magdebourgeois) est une unité d'infanterie de l'armée prussienne.

## Histoire
L'unité est créée le 5 mai 1860 au cours de l'augmentation de l'armée en tant que 27e régiment d'infanterie combiné et reçoit le 4 juillet 1860 la désignation de 4e régiment d'infanterie magdebourgeois (no 67). La parenthèse est abandonnée le 7 mai 1861.
Des unités du régiment participent à diverses guerres :
- 1864 contre le Danemark
- 1866 contre l'Autriche
- 1870/71 contre la France

Pendant la Première Guerre mondiale, il est subordonné à la 34e division d'infanterie.

### Après-guerre
Après la fin de la guerre, le régiment est démobilisé et dissous à partir du 21 décembre 1918, d'abord à Wettin et à partir de la mi-mars 1919 à Hadmersleben. Des parties forment le bataillon de volontaires Alemann, qui est engagé comme 2e bataillon dans le régiment d'infanterie volontaire Haupt auprès du corps franc Hasse dans la garde-frontière de Haute-Silésie. Cette formation est intégrée le 5 février 1920 comme 2e bataillon dans le 108e régiment d'infanterie de la Reichswehr.
Dans la Reichswehr, la tradition est reprise par un décret du 24 août 1921 du chef de la direction de l'armée, le général d'infanterie Hans von Seeckt, par la 5e compagnie du 12e régiment d'infanterie, stationnée à Quedlinbourg 5. compagnie du 12e régiment d'infanterie.
| Grade                 | Nom                                 | Date                                                 |
| --------------------- | ----------------------------------- | ---------------------------------------------------- |
| Oberstleutnant/Oberst | Hermann von Gersdorff               | 8 mai 1860 au 24 juin 1864                           |
| Oberst                | Eduard von Bothmer                  | 25 juin 1864 au 7 février 1868                       |
| Oberstleutnant        | Heimart von Linsingen (de)          | 8 février au 21 mars 1868 (chargé de la direction)   |
| Oberst                | Heimart von Linsingen               | 22 mars 1868 au 16 juin 1869                         |
| Oberst                | Friedrich von Zglinicki (de)        | 18 juin 1869 au 19 janvier 1873                      |
| Oberstleutnant/Oberst | Heinrich von Olszewski (de)         | 20 janvier 1873 au 13 janvier 1879                   |
| Oberst                | Rudolph Buek                        | 14 au 22 janvier 1879                                |
| Oberstleutnant        | Franz von Gaza (de)                 | 23 janvier au 11 avril 1879 (chargé de la direction) |
| Oberstleutnant/Oberst | Franz von Gaza                      | 12 avril 1879 au 11 janvier 1881                     |
| Oberst                | Eugen von Hering                    | 12 janvier 1881 au 3 août 1888                       |
| Oberst                | Philipp von Fischer-Treuenfeld (de) | 4 août 1888 au 23 mars 1890                          |
| Oberst                | Karl Hoffmann (de)                  | 24 mars 1890 au 13 février 1893                      |
| Oberst                | Ferdinand Stolte                    | 14 février 1893 au 19 mai 1896                       |
| Oberst                | Ferdinand Windt                     | 20 mai 1896 au 14 juin 1899                          |
| Oberst                | Oskar Sachs                         | 15 juin 1896 au 17 avril 1903                        |
| Oberst                | Waldemar Hopfe                      | 18 avril 1903 au 17 mai 1905                         |
| Oberst                | Hans von Sannow                     | 18 mai 1905 au 20 mai 1906                           |
| Oberst                | Franz Reitzenstein                  | 21 mai 1906 au 1er mai 1910                          |
| Oberst                | Paul Rethel                         | 2 mai 1910 au 20 avril 1911                          |
| Oberst                | Bruno Melms                         | 21 avril 1911 au 21 mars 1914                        |
| Oberst                | Wolfgang Pietsch                    | 22 mars au 13 octobre 1914                           |
| Oberstleutnant        | Felix von Merkatz (de)              | 14 octobre 1914 au 11 octobre 1917                   |
| Major                 | Lubbert von Westphalen              | 12 octobre au 19 décembre 1917                       |
| Major                 | Franz Caesar                        | 20 décembre 1917 au 9 mars 1918                      |
| Major                 | Fritz Schubert                      | 11 mars 1918 au 9 janvier 1919                       |
| Oberst                | Paul Haehling von Lanzenauer        | 10 janvier au 3 février 1919                         |
| Oberst                | Paul Schallehn                      | 4 février au 3 mai 1919                              |